# Sciades latispina
Sciades latispina là một loài bọ cánh cứng trong họ Cerambycidae.